# 성용하
성용하(1989년 7월 17일 ~)는 대한민국의 가수다. 2015년 1집 앨범 [사랑대출/누드사랑]으로 데뷔했다.

## 방송
- K트롯 서바이벌 골든마이크 (2019) - Top33
- 내일은 미스터트롯 (2020) - Top101
- 트롯신이 떴다 2 (2020) - Top16(14위)
- 불타는 트롯맨 (2022) - Top100

## 음반
- 난타 관광스타 3, 4 (2015)
- 사랑 대출 / 누드 사랑 (2015)
- 사랑향기 / 애화 (愛花) / 가지마 (2016)
- 신세대 애주가송 술타령 (2018)
- 동백꽃처럼 1집 (2020)
- 동백꽃처럼 2집 (2020)
- 동백꽃처럼 3집 (2020)
- 동백꽃처럼 4집 (2020)
- 드디어 바람 1집 (2020)
- 동백꽃처럼 5집 (2020)
- 동백꽃처럼 6집 (2020)
- 드디어 바람 2집 (2020)
- 개똥아 밥 먹어라 (2023)

## 공연
- 레볼루션 루키 6 (2015)
- 레볼루션 루키 5 (2016)